# تفسير المعاملات
يأخذ تفسير المعاملات في ميكانيكا الكم (TIQM) الدالات الموجية بسي وبسي* الخاصة بالصياغة الكمية القياسية التي تتأخر (تتقدم في الوقت) والموجات المُسبقة (العائدة في الوقت) والتي تشكل معادلات كمية كمعادلة ويلر- فاينمان. قُدمت أول مرة في عام 1986 من قبل جون كريمر الذي قال إنها ستساعد في تطوير طرق تحليل العمليات الكمية. واقترح أيضًا أن هذه المعادلة تتجنب المشاكل الفلسفية الموجودة في تفسير كوبنهاغن ودور المراقب، وتحل أيضًا المعضلات والتناقضات الكمومية المختلفة. شكل موضوع تفسير المعاملات حبكة رواية الخيال العلمي (آينشتاين بريدج).
ذكر مؤخرًا إن تفسير المعاملات يتوافق مع تجربة أفشار، بينما زُعم أن تفسير كوبنهاغن وتفسير العوالم المتعددة لا يتوافقان معها. اكتشف وجود كل من الموجات المتقدمة والمتأخرة كحلول مقبولة لمعادلات ماكسويل في نظرية امتصاص ويلر- فاينمان. أعاد كريمر إحياء فكرتهما عن نوعي الموجتين لتفسيره معاملات نظرية الكم. وعلى الرغم من أن معادلة شرودنجر العادية لا تقبل الحلول المتقدمة فإن النمط النسبي من المعادلة يقبلها، وهذه الحلول المتقدمة هي الحلول المستخدمة بتفسير المعاملات.
يُصدر مصدر موجات موجة متأخرة في الوقت ويُصدر موجة متقدّمة الوقت أيضًا، ويبعث المستقبِل (المتأخر في الوقت) أيضًا موجة متقدّمة في الوقت وموجة متأخرة في الوقت. ينشأ حدث كمي عندما يؤدي التقاء الموجات المتقدمة والمتأخرة إلى تشكيل معاملات تنقل الطاقة والزخم الزاوي وما إلى ذلك. شُرحت الآلية الكمية وراء تكوين المعاملات في حالة نقل الفوتون بين الذرات في القسم رقم 5.4 من كتاب كارفر ميد (الديناميكا الكهربائية). يفترض هذا التفسير عدم حدوث انهيار الدالة الموجية في أي وقت محدد، إنما الانهيار أمر مؤقت ويحدث على طول فترة المعامل بأكملها، وتكون عمليات الانبعاث / الامتصاص متماثلة الوقت. يُنظر إلى الأمواج من الناحية الفيزيائية في هذا التفسير على أنها حقيقية وليست مجرد أداة رياضية لتسجيل ملاحظات المراقب كما في بعض التفسيرات الأخرى لميكانيكا الكم. قال الفيلسوف والكاتب روث كاستنر إن الأمواج موجودة كاحتمالات في الزمكان ولذلك من الضروري قبول مثل هذه الاحتمالات كجزء من الواقع.
استخدم كرامر تفسير المعاملات في تدريس ميكانيكا الكم في جامعة واشنطن في سياتل.

## التفسيرات المتقدمة على التفسيرات السابقة
تفسير المعاملات في ميكانيكا الكم هو كم غير موضعي، ونتيجة لذلك فهو متوافق منطقيا مع مفهوم عكس الدقة CFD والذي يمثل الحد الأدنى لأي افتراض واقعي. ولذلك يتضمن تفسير المعاملات على الكم غير الموضعي الذي أظهرته تجارب اختبار بيل ويلغي الواقع المعتمد على المراقب الذي انتُقد كجزء من تفسير كوبنهاغن. وضّح كل من غرينبرغر وهورن وزيلنجر مفتاح التقدم الرئيسي في تفسير العوالم المتعددة، وهو اعتبار متجه الحالة المرافق لصيغة ديراك حقيقيًا من الناحية النظرية، ويتضمن جزءًا من الصيغ التي كانت مهملة قبل تفسير المعاملات. ظهر بعد اعتبار متجه الحالة كموجة متقدمة أن أصول قاعدة برن تتطور بشكل طبيعي من وصف التبادل الموجي.
يشبه تفسير المعاملات التشكيل ثنائي الحالة للمتجهات، الذي يعود أصلها إلى دراسة ياكير أهارونوف وبيتر بيرجمان وجويل ليبوفيتش في عام 1964. ومع ذلك يوجد بينهما اختلافات مهمة إذ يفتقر التشكيل ثنائي الحالة للمتجهات إلى التأكيد وبالتالي لا يمكنه توفير أساس لقاعدة برن (كما يفعل تفسير المعاملات). انتقد كاستنر بعض تفسيرات تناظر الوقت الأخرى، بما في ذلك التشكيل ثنائي الحالة للمتجهات بسبب وجود ادعاءات غير متسقة من الناحية النظرية.
طور كاستنر تفسير معاملات نسبي جديد RTI دُعي أيضًا التفسير المنطقي للمعاملات PTI، والذي يدخل فيه الزمكان نفسه عن طريق المعاملات. وذكر أن هذا التفسير النسبي للمعاملات يمكن أن يوفر ديناميكيات كمية لبرنامج المجموعات السببية.

## النقاشات
اقترح تيم مودلين في عام 1996 إجراء تجربة فكرية تتضمن تجربة تأخير اختيار ويلر والتي تعتبر بشكل عام بمثابة دحض لتفسير المعاملات في ميكانيكا الكم، ومع ذلك أوضح كاستنر أن تجربة مودلين ليست كافية لإثبات خطأ تفسير المعاملات بشكل كامل.
وضع كرامر في كتابه الذي حمل عنوان (الالتقاء الكمي) تسلسل هرمي لوصف الوقت الخاطئ للرد على اعتراض مودلين وأشار إلى أن بعض حجج مودلين تستند إلى تطبيق غير صحيح في تفسير علم هايزنبيرغ المتعلق بوصف المعاملات.
يواجه تفسير المعاملات بعض الانتقادات. فيما يلي قائمة ببعضها مع بعض الردود:
1. لا يشكل تفسير المعاملات تنبؤات جديدة وهو غير قابل للاختبار ولم يُختبر من قبل.

تفسير المعاملات هو تفسير دقيق لميكانيكا الكم ولذا يجب أن تكون تنبؤاته هي نفس تنبؤات ميكانيكا الكم. تفسير المعاملات هو عبارة عن تفسير محض مثل تفسير العوالم المتعددة لأنه لا يضيف أي شيء جديد إنما يوفر مرجعًا فيزيائيًا لجزء من الصيغ التي تفتقر إلى مرجع (الحالات المتقدمة التي تظهر ضمنيًا في قاعدة برن). وبالتالي فإن الهدف المرجو من تفسير المعاملات في كثير من الأحيان يكون خاطئا (مثل وضع تنبؤات جديدة أو قابلية الاختبار) ويُساء فهم فكرة تفسير المعاملات باعتبارها أحد التعديلات النظرية.
2. لا يوضح مكان حدوث الالتقاء الموجي في الزمكان.
قدم كرامر شرح واضح في عام 1986 إذ صور الالتقاء الموجي على أنه موجة مستمرة بأربعة متجهات تكون نهاياتها هي أحداث الإصدار والامتصاص الموجي.
أظهر مودلين بين عامي 1996 و2002 أن تفسير المعاملات غير متوافق.
انتقد مودلين الخلط بين تفسير المعاملات وتفسير المعرفة لهايزنبرغ. ومع ذلك فإنه تطرق بشكل صحيح لموضوع النتائج المحتملة المرتبطة سببيًا، والتي أدت إلى أن يضيف كرامر تسلسل هرمي إلى الوصف غير الصحيح للوقت المتعلق بالتداخل الموجي. قام كاستنر بتوسيع تفسير المعاملات ليشمل المجال النسبي، وفي ضوء هذا التوسع في التفسير يمكن إثبات عدم صحة طرح مودلين وبالتالي قد ألغي. لا توجد حاجة إلى التسلسل الهرمي الذي أنشأه كرامر. كما ادعى مودلين أن جميع ديناميكيات تفسير المعاملات مؤكدة، وبالتالي لا يمكن أن يكون هناك أي خطأ كبير. ولكن يبدو أنه يتجاهل استجابة الامتصاص والتي تمثل هيكل النموذج بأكمله. يتوقف التطور الخطي لشرودنجر من خلال استجابة الامتصاص. مما يسبب انتقال القياسات غير الواحدية مباشرة دون أي حاجة لإجراء تعديلات على النظرية.
ليس من الواضح كيف يتعامل تفسير المعاملات مع ميكانيكا الكم لأكثر من جسيم واحد.
حُلّت هذه المشكلة في ورقة بحث كرامر عام 1986 والتي قدم من خلالها العديد من الأمثلة عن تطبيق تفسير المعاملات على أنظمة الكم متعددة الجسيمات. وإذا كان السؤال حول وجود توابع للموجات متعددة الجزيئات في الفضاء ثلاثي الأبعاد العادي فإن كتاب كرامر لعام 2015 وضّح بعض التفاصيل الخاصة بوظائف الموجات متعددة الجزيئات في الفضاء ثلاثي الأبعاد. طُرح نقد لدراسة كرامر عام 2015 يخص التعامل مع أنظمة الكم متعددة الجسيمات ضمن دراسة كاستير لعام 2016، «نظرة عامة على تفسير المعاملات وتطورها في القرن الحادي والعشرين». تعتبر دراسة كارمر في عام 2015 غير واقعية فيما يخص حالات الجزيئات المتعددة: إذا كانت الجزيئات فقط جزء مما يسمى الخريطة فهي ليست حقيقية، ويصبح بذلك تفسير المعاملات تفسيرًا فعالًا.